# Clara G. McMillan

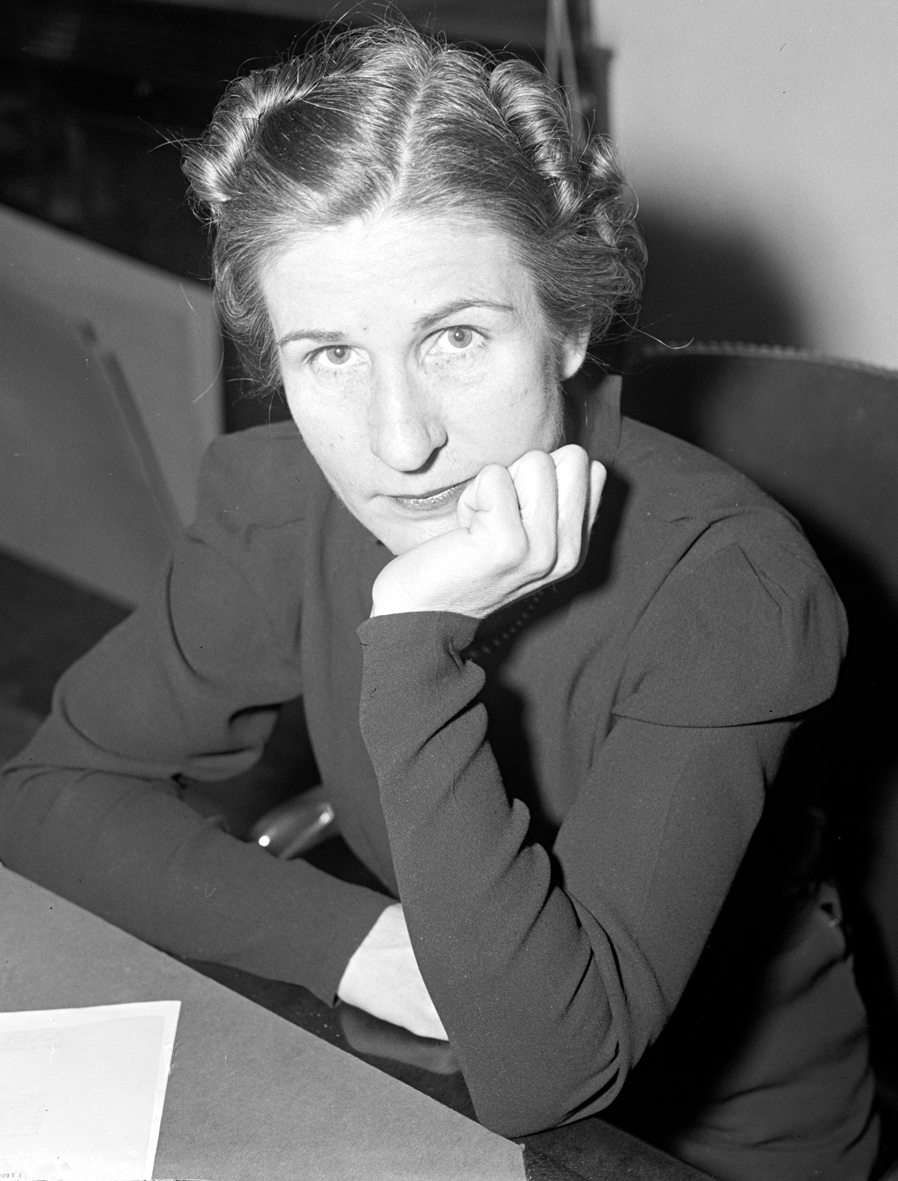
Clara G. McMillan (1939)

Clara Gooding McMillan (* 17. August 1894 in Brunson, Hampton County, South Carolina; † 8. November 1976 in Barnwell, South Carolina) war eine US-amerikanische Politikerin. Zwischen 1939 und 1941 vertrat sie den Bundesstaat South Carolina im US-Repräsentantenhaus.

## Werdegang
Clara Gooding besuchte die öffentlichen Schulen ihrer Heimat, das Confederate Home College in Charleston sowie das Flora MacDonald College in Red Springs (North Carolina). Sie heiratete später den Kongressabgeordneten Thomas S. McMillan. Wie ihr Mann war auch sie Mitglied der Demokratischen Partei.
Nach dem Tod ihres Mannes wurde sie bei der notwendig gewordenen Nachwahl im ersten Wahlbezirk von South Carolina als dessen Nachfolger in das US-Repräsentantenhaus in Washington, D.C. gewählt. Dort beendete sie zwischen dem 7. November 1939 und dem 3. Januar 1941 die angebrochene letzte Legislaturperiode ihres Mannes. Im Jahr 1940 kandidierte sie nicht für eine weitere Amtszeit im Kongress.
Danach war McMillan im Jahr 1941 bei der National Youth Administration angestellt. Nach dem amerikanischen Eintritt in den Zweiten Weltkrieg war sie beim Office of War Information beschäftigt. Zwischen 1946 und 1957 war Clara McMillan beim Außenministerium auf dem Informationssektor tätig. Danach zog sie sich in ihren Ruhestand zurück. Clara McMillan starb im November 1976 in Barnwell und wurde in Charleston neben ihrem Mann beigesetzt.